# Ex convento di San Francesco
L'ex convento di San Francesco fu una struttura religiosa dei Frati minori conventuali a Pordenone. Oggi è di proprietà del Comune di Pordenone e ospita concerti, convegni, mostre, un caffè letterario ed è sede di alcuni uffici comunali.

## Storia
Il convento fu fondato su volere del nobile Francesco Ricchieri che, alla sua morte nel 1419, lasciò metà dei propri beni per la sua costruzione. A causa della complicata situazione politica, dovuta alla conquista dello Stato patriarcale di Aquileia da parte di Venezia tra il 1419 e il 1420, i lavori di costruzione poterono iniziare solo nel giugno del 1424, con l'autorizzazione di papa Martino V e del vescovo di Concordia Enrico di Strassoldo, che partecipò alla posa della prima pietra. Il terreno su cui venne costruito, all'epoca ai margini del nucleo urbano, fu concesso dai duchi d'Austria su richiesta della cittadinanza. La chiesa fu consacrata nel 1434 da Guglielmo da Portogruaro, il vescovo di Jesolo.
Nel XVI e nel XVII secolo il complesso fu oggetto di alcune modifiche.
Intorno al 1769 la chiesa e il convento vennero soppressi dalla Repubblica di Venezia. Gli edifici vennero messi all'asta e da quel momento vennero usati per gli scopi più disparati, tra cui come mensa popolare, teatro, mercato ortofrutticolo e osteria. Nel XIX secolo il campanile della chiesa venne abbattuto perché pericolante.
Il Comune di Pordenone rilevò la chiesa e il chiostro agli inizi degli anni settanta del novecento e acquistò il resto del complesso nel 1991. Il convento ha subito di recente diversi restauri: due, nel 1972 e nel 1984, hanno riguardato solo la chiesa e il chiostro, mentre nel 2000 sono stati interessati tutti gli edifici.
Oggi è sede di convegni, conferenze, mostre e concerti, oltre che di alcuni uffici comunali e di un caffè letterario.

## Descrizione
Il convento si trova sul lato ovest dell'attuale Piazza della Motta, di fronte all'entrata del castello di Pordenone, ora casa circondariale. La struttura ha subito diverse modifiche nel corso del tempo e alcuni degli ambienti originali non esistono più.

### La chiesa

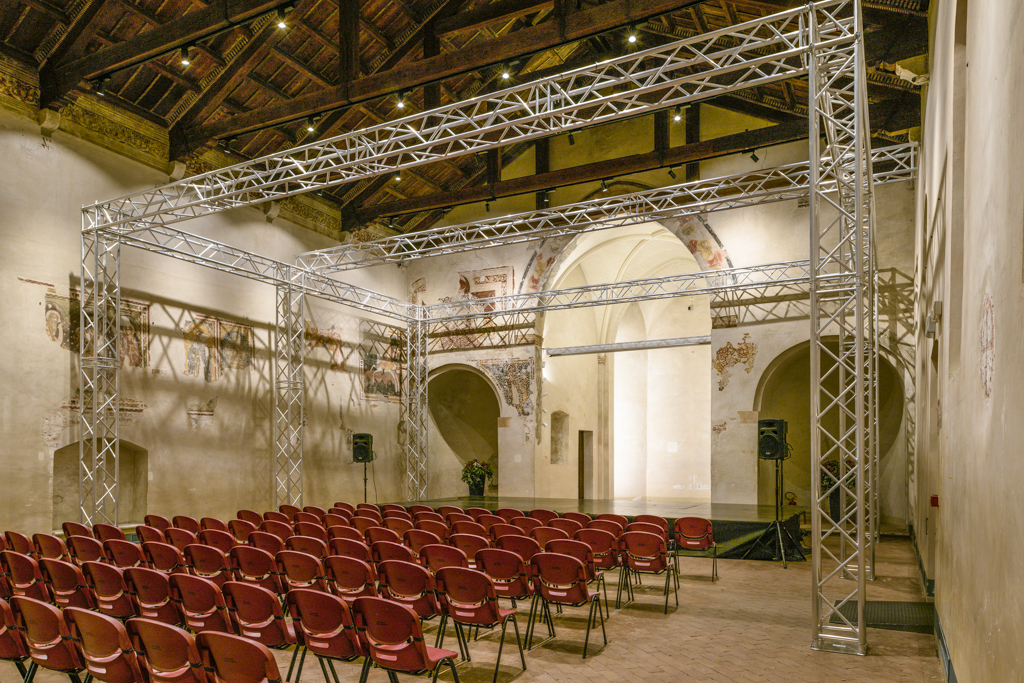
L'interno della chiesa sconsacrata

La chiesa ha un'unica navata e tre absidi, di cui quello centrale è poligonale e coperto da una volta a crociera, mentre quelli laterali sono più piccoli e a pianta semicircolare. Un arco a sesto acuto unisce l'abside maggiore alla navata. Il soffitto è a capriate lignee decorate.
La chiesa conteneva diverse opere de Il Pordenone risalenti all'inizio del cinquecento; ciò che resta di queste opere è ora conservato nel Museo civico d’Arte. Diversi lacerti pittorici sono però tuttora visibili all'interno della chiesa.
Al di sopra dell'ingresso della chiesa nel vicolo San Francesco è visibile una lunetta affrescata da il Calderari rappresentante San Francesco che riceve le stigmate.

### Il chiostro
Il chiostro si articola su due piani: un porticato caratterizzato da pilastri e archi di diversa fattura (alcuni archi sono a tutto sesto e altri a sesto acuto), a testimonianza dei numerosi rimaneggiamenti che la struttura ha subito, è sormontato da un loggiato. Sia sulle pareti inferiori del chiostro che su quelle del loggiato sono visibili numerosi affreschi.

## Galleria d'immagini

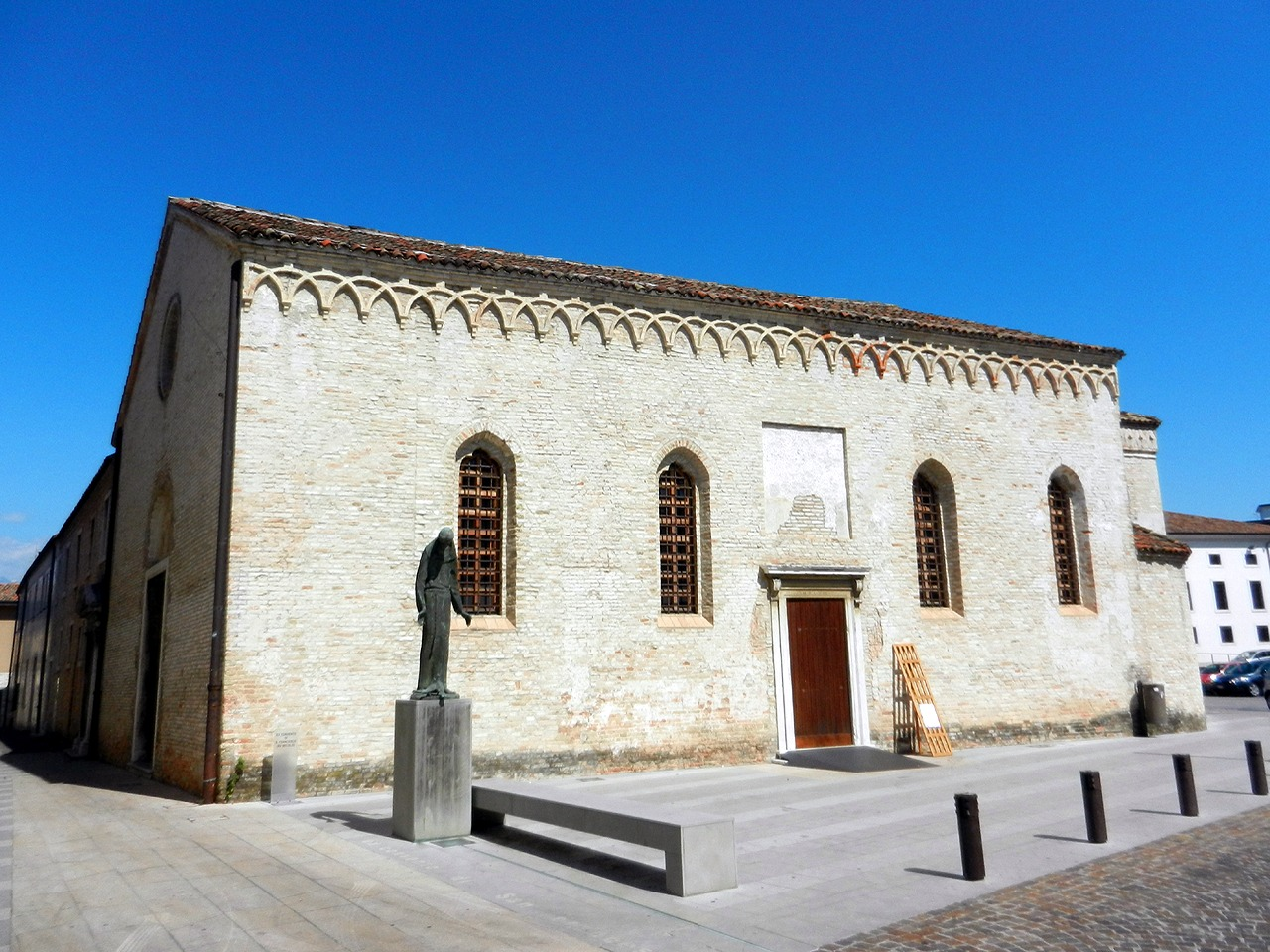
L'esterno della chiesa visto da via della Motta
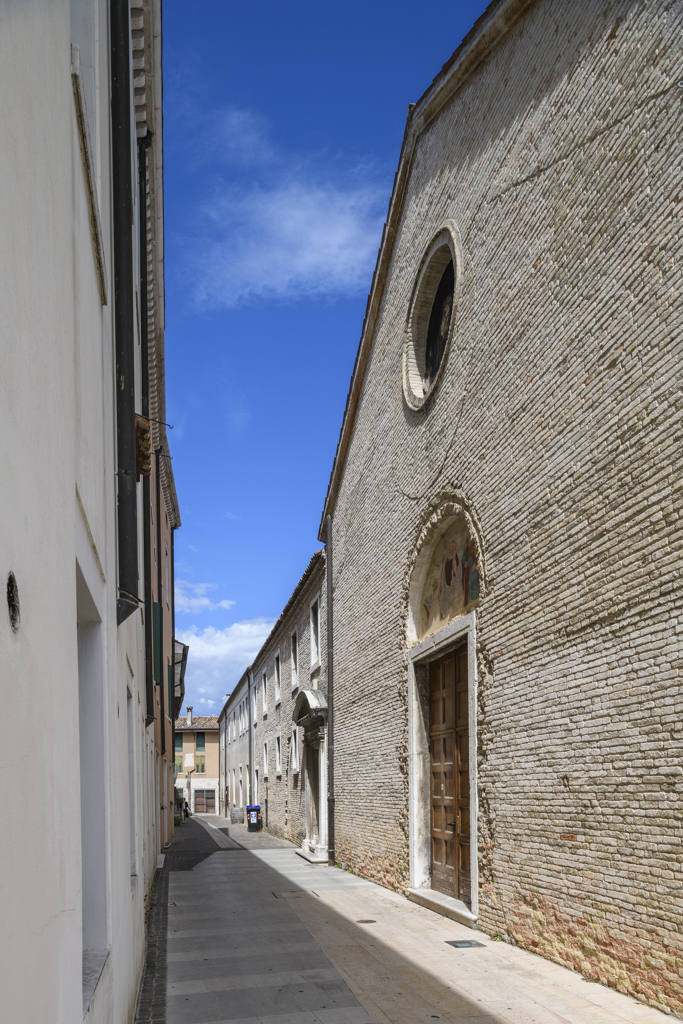
Le entrate in via S. Francesco. È visibile la lunetta affrescata da Il Calderari.
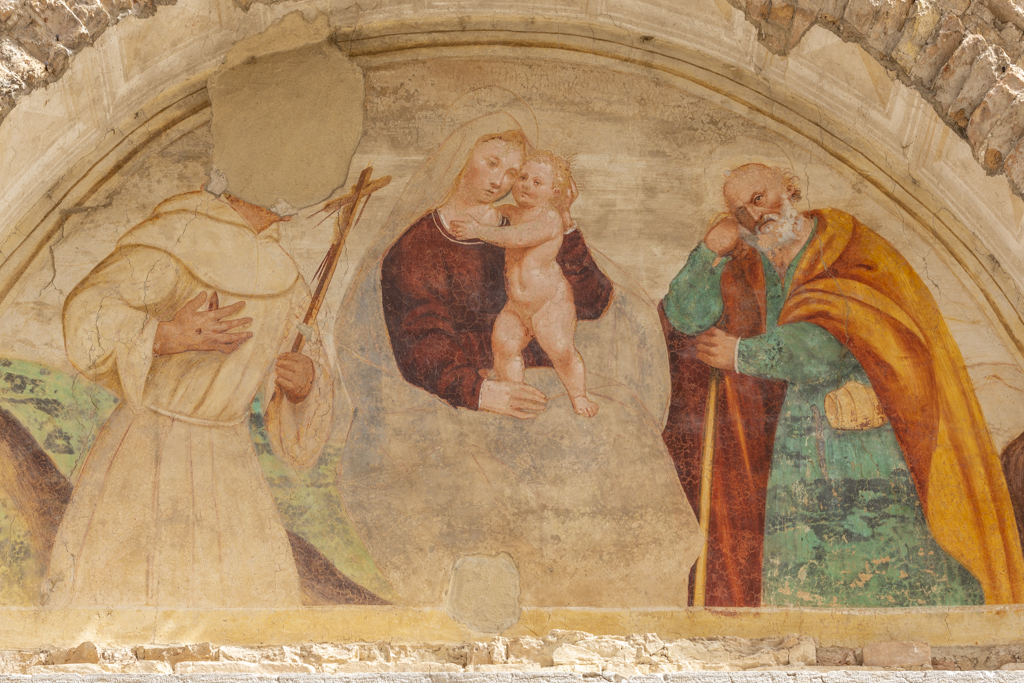
San Francesco che riceve le stigmate di Il Calderari, affresco.
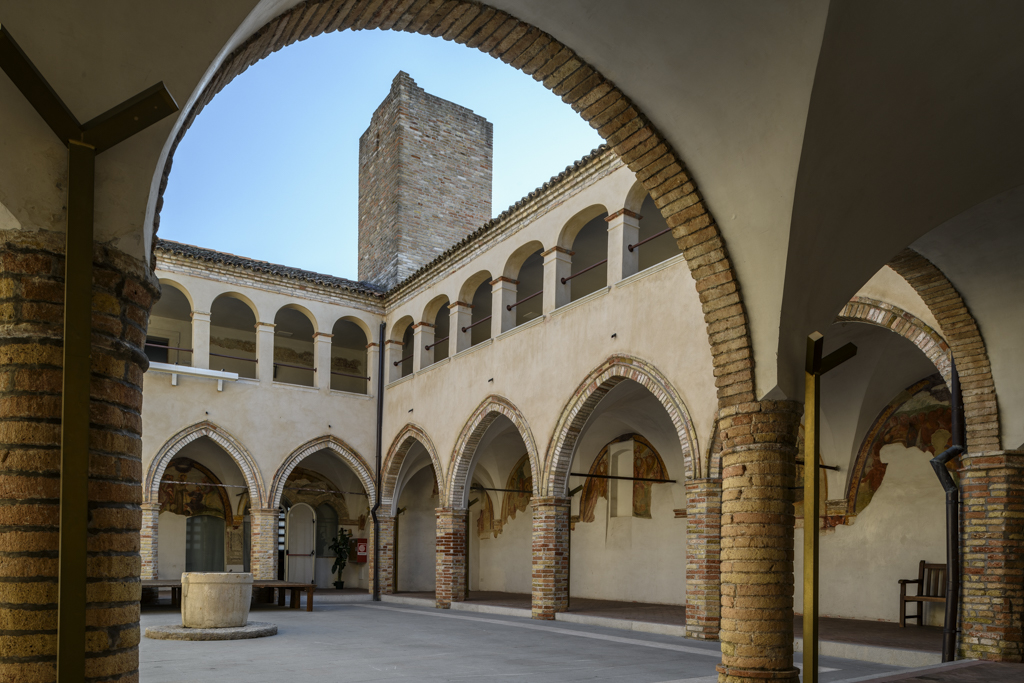
L'interno del chiostro e ciò che resta del campanile.
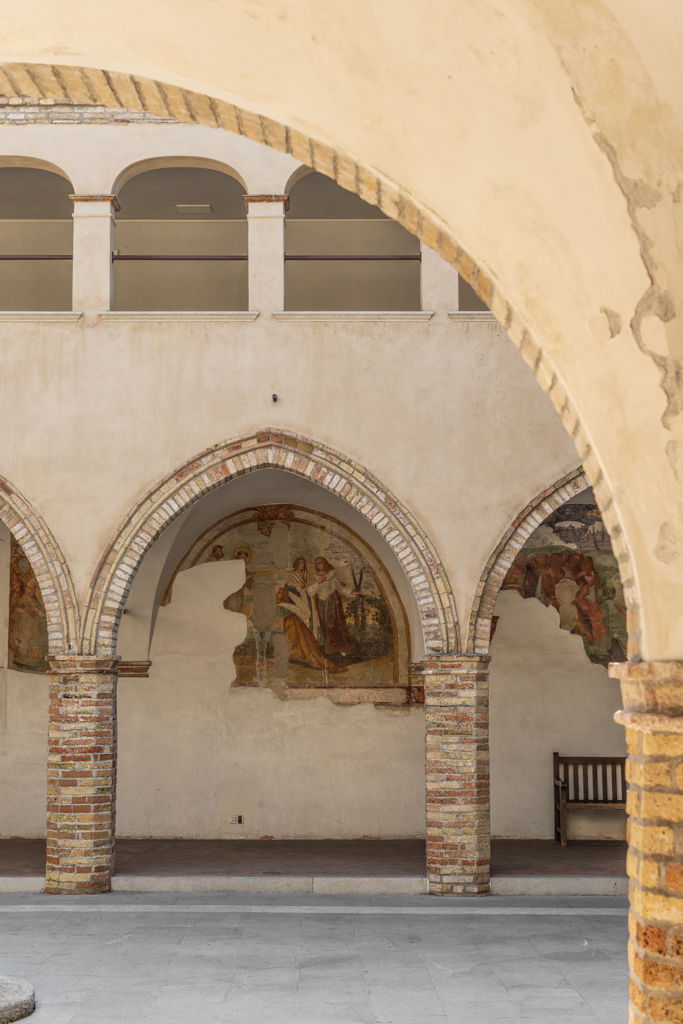
L'interno del chiostro con in evidenza alcuni degli affreschi del porticato.
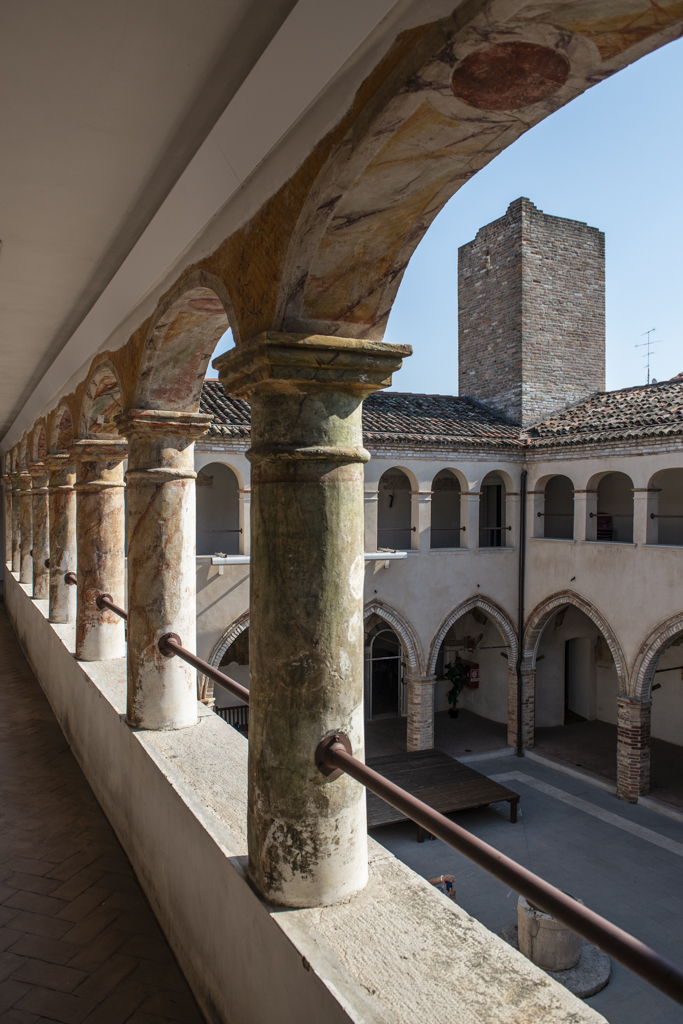
Vista dal loggiato sull'interno del chiostro e sui resti del campanile.